# Canal Welland

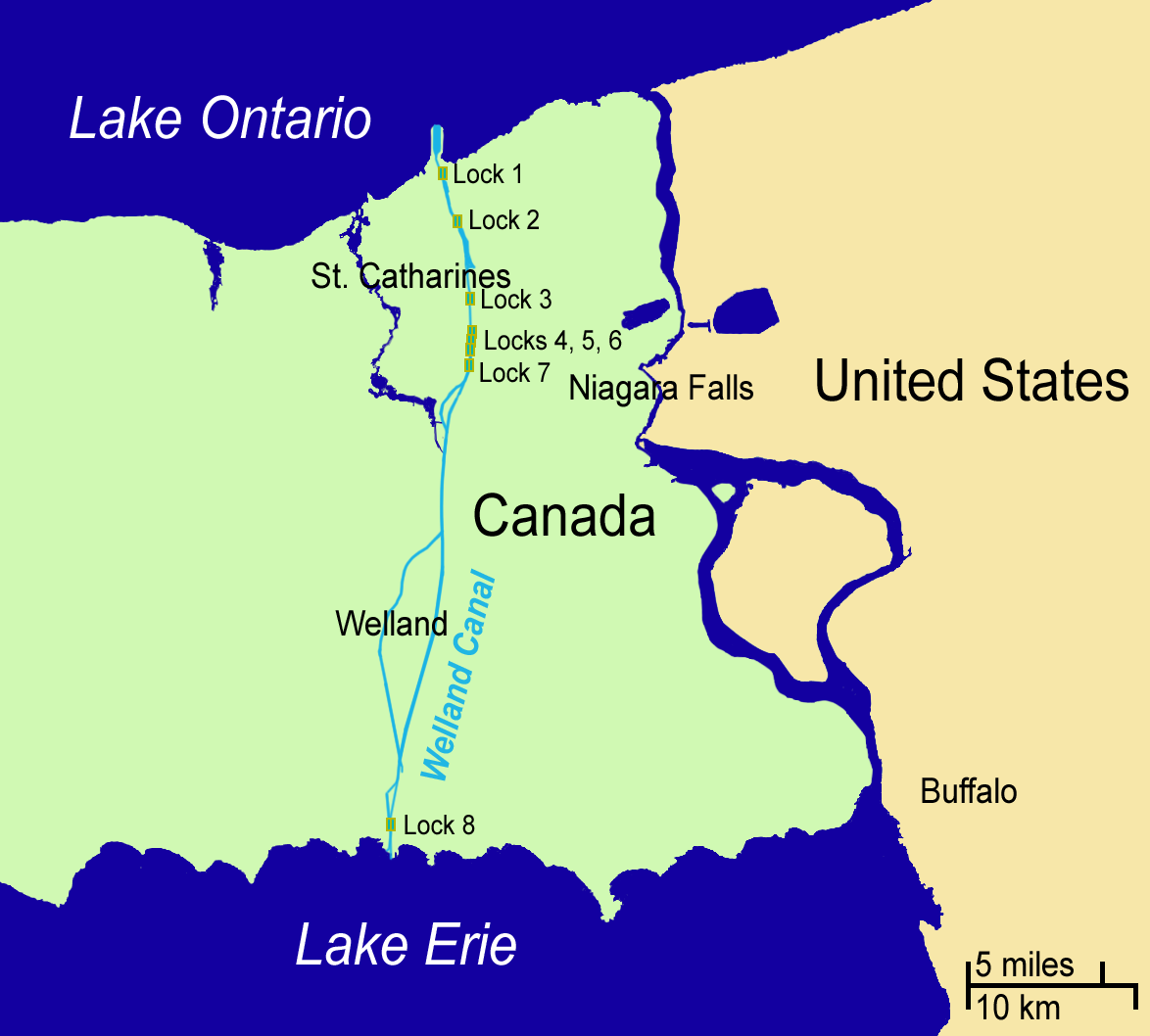
Carte du canal de Welland (ligne en bleu clair) avec à droite, en bleu foncé la rivière Niagara et ses chutes.

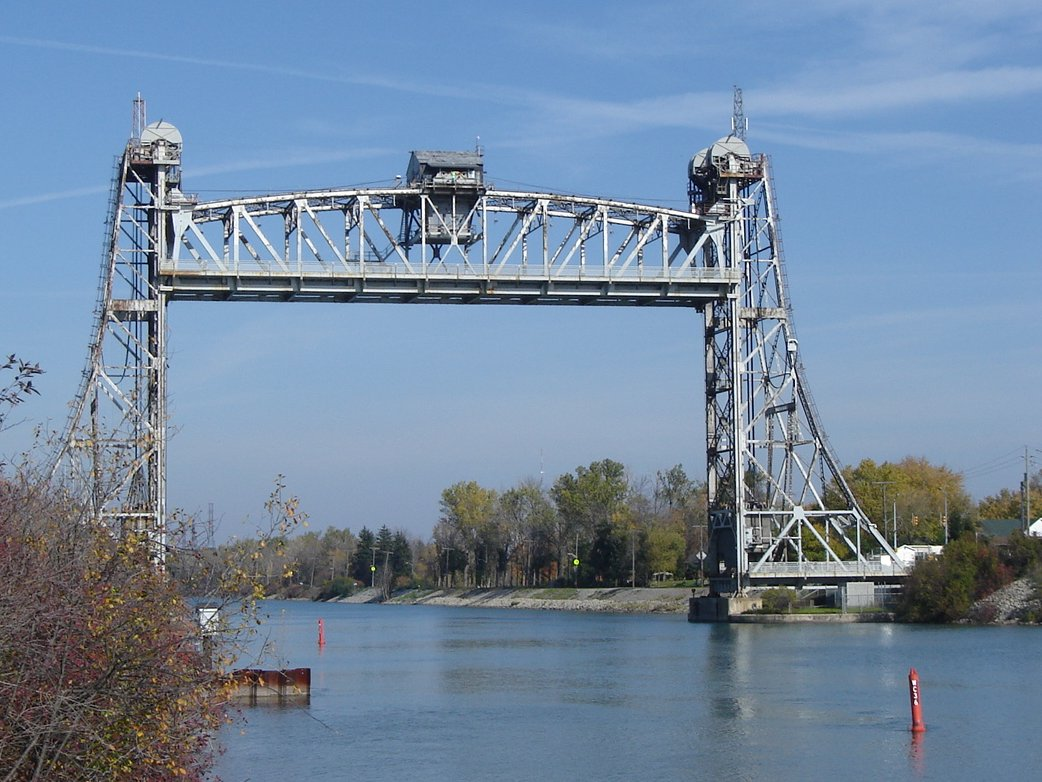
Pont levant d'Allanburg sur le canal Welland

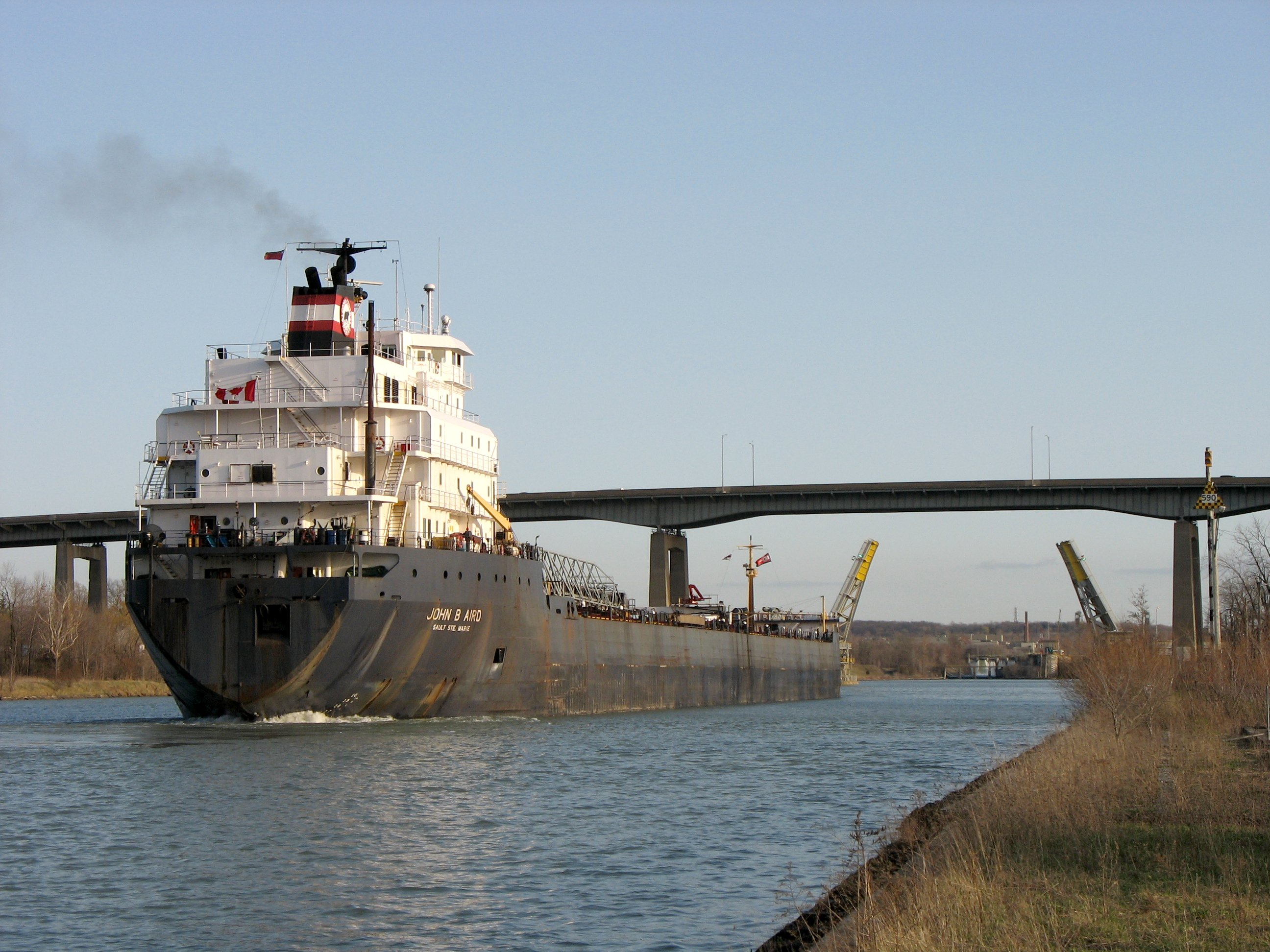
Bateau passant le canal Welland, avec les ponts Homer Lift Bridge et Garden City Skyway en arrière-plan.

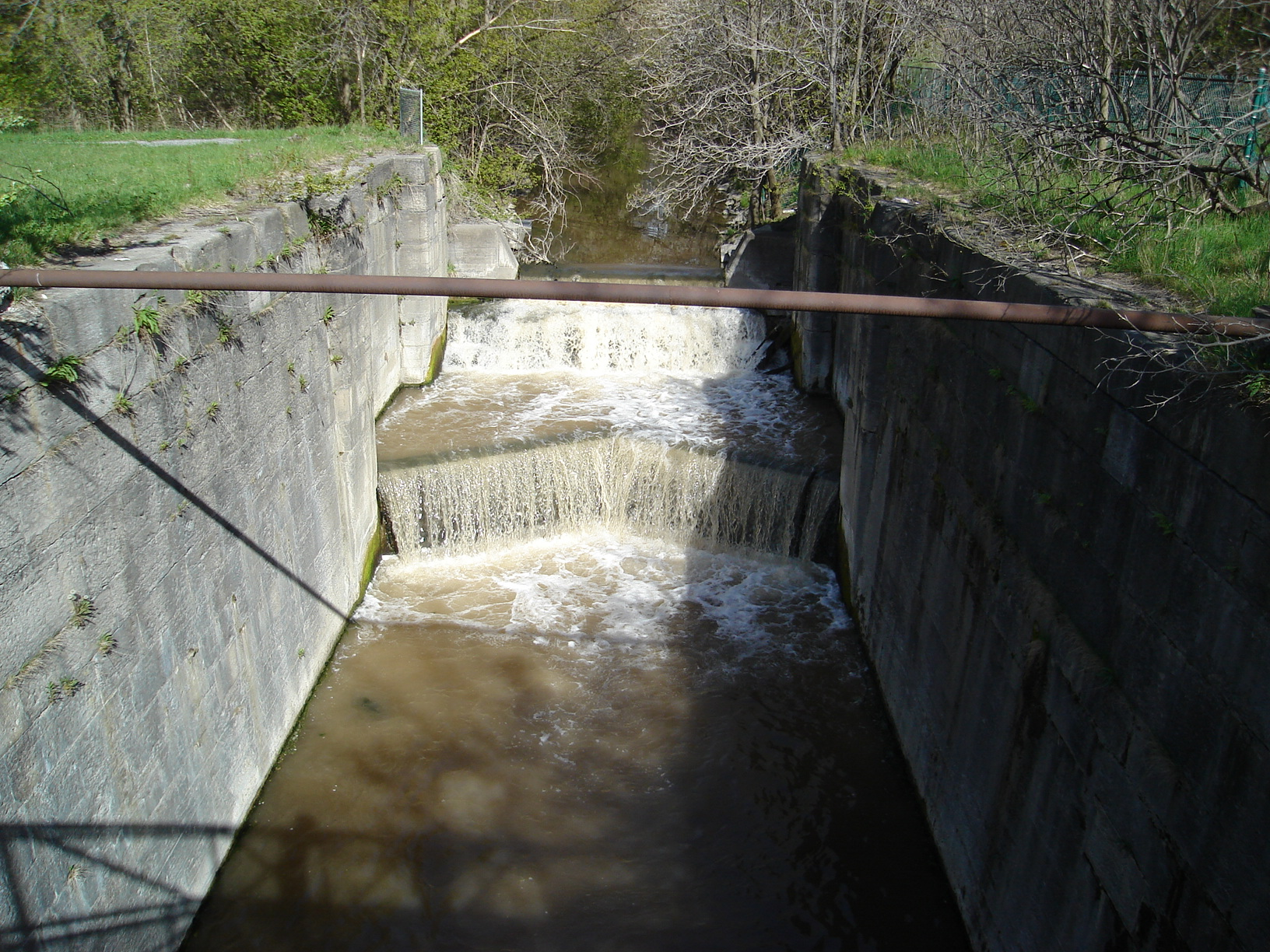
Écluse du second canal Welland

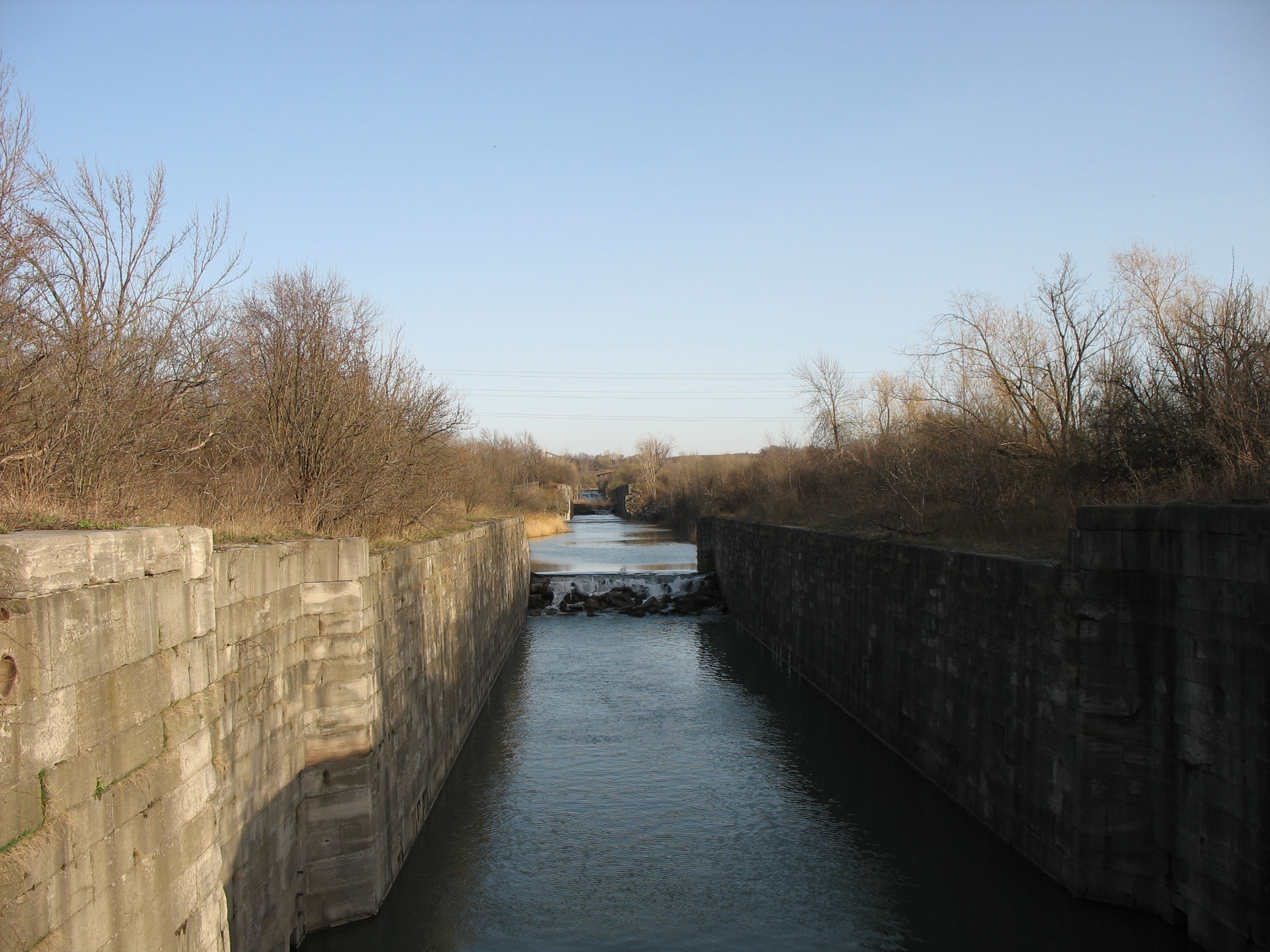
Écluse abandonnée du 3e canal

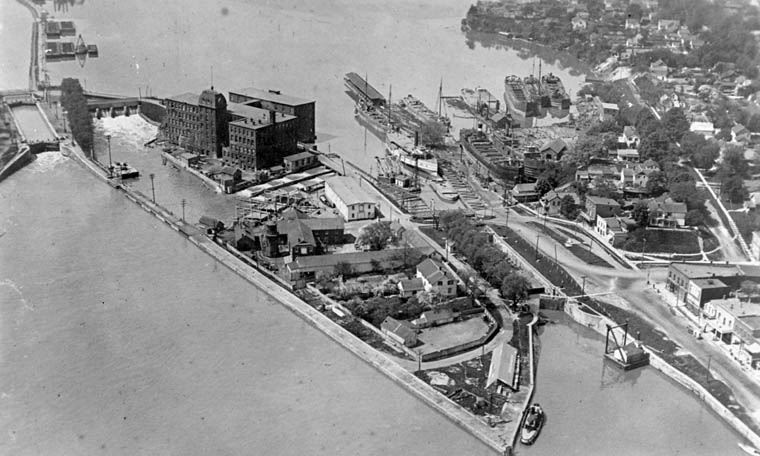
Photo aérienne de Port Dalhousie.

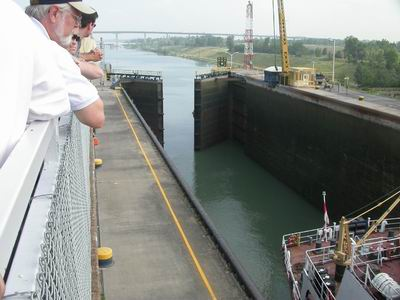
Écluse 3 du canal Welland actuel.

Le canal Welland est un canal navigable canadien de 42 km de long qui traverse la péninsule du Niagara et relie le lac Ontario (Port Weller) au nord au lac Érié au sud (Port Colborne). Il fait partie de la voie maritime du Saint-Laurent et il permet aux bateaux  de franchir l’escarpement de Niagara en contournant les chutes homonymes.

## Informations générales
Approximativement  40 000 000 de tonnes de marchandises sont transportées annuellement par environ 3 000 bateaux. Il facilite le transit des marchandises produites dans les villes industrialisées bordant les Grands Lacs (Chicago, Cleveland, Détroit, Milwaukee) vers l’océan Atlantique.
Il fut l’un des facteurs importants de la croissance de la ville de Montréal. C’est en effet dans le port de Montréal que toutes les marchandises venant des métropoles industrialisées sont chargées dans les gigantesques cargos en partance vers le large. Les marchandises venant du monde entier sont également déchargées à Montréal avant d’être rechargée sur des bateaux pouvant se déplacer sur les Grands lacs et donc sur le canal Welland.
La réalisation du canal Welland a rendu obsolète la voie navigable Trent-Severn qui relie le lac Ontario au lac Huron. Cette voie est maintenant devenue une voie navigable touristique pour les bateaux de plaisance. En effet, son gabarit est dépassé et le temps de traversée est également plus long.
Le niveau de l'eau du lac Érié est 99,5 mètres plus haut que le niveau du lac Ontario. Le canal comprend 8 écluses faisant chacune 24,4 m de large sur 233,5 m de long. La hauteur maximale permise pour les bateaux est de 35,5 m à cause de la présence du pont Garden City Skyway. La longueur maximale des bateaux est de 225,5 m et il faut en moyenne 11 heures pour traverser toute la longueur du canal.

## Histoire
Avant la construction du canal, le trafic entre les deux lacs se faisait par portage entre les localités de Chippawa et de Queenston qui se trouvaient respectivement en amont et en aval des chutes du Niagara.

### Premier canal Welland
La société Welland Canal Company fut créée en 1824 par William Hamilton Merritt (en), pour réguler le débit de l’eau utilisée pour ses moulins à eau. La construction débuta à Allanburg le 30 novembre 1824 (le lieu exact est marqué du côté ouest du pont no 11 (Autoroute 20)). Le canal ouvrit 5 ans plus tard le 30 novembre 1829 pour un premier essai. Le premier bateau à passer fut Annie & Jane. Le canal partait de Port Dalhousie sur le lac Ontario, allait à Saint Catharines avant de passer les localités de Merritton, Thorold et Allanburg. Il arrivait alors à Port Robinson où il rejoignait la rivière Welland qui permettait aux bateaux de rejoindre Chippawa.
Une extension fut ouverte en 1833 à partir de Port Robinson. L’extension suivait la rivière Welland jusqu'à la ville de Welland avant de prendre la direction du sud vers Port Colborne sur le lac Érié. Un autre canal d’alimentation reliait la ville de Welland à l’ouest de la localité de Rock Point. Après l’ouverture de cette extension, le canal mesurait 44 km et possédait 40 écluses en bois. La taille minimale d’une écluse était de 33,5 m sur 6,7 m pour une profondeur minimale de 2,4 m.

### Deuxième canal Welland
En 1839, le gouvernement du Haut-Canada approuva le refinancement de la compagnie du canal qui avait des problèmes financiers. Le paiement fut complété en 1841 et les travaux d’approfondissement du canal et de diminution du nombre d’écluses débuta. Les écluses furent réduites à 27 (45,7 m sur 8,1 m). En 1848, la profondeur est passée à 2,7 mètres tout comme le reste de la voie du Saint-Laurent vers l’océan.
À partir de 1854, l’apparition du chemin de fer apporta une nouvelle concurrence. En 1859, la compagnie Welland Railway ouvrit une voie parallèle au canal. Ce chemin de fer était lié à la compagnie du canal et était utilisé pour aider le transfert des marchandises des cargos des lacs qui étaient trop grands pour pouvoir emprunter certaines écluses. Il était déjà clair que le canal devrait être agrandi pour éviter ces manipulations.

### Troisième canal Welland
En 1887, une voie raccourcie fut complétée entre St. Catharines et Port Dalhousie. Une des réalisations exceptionnelles de ce troisième canal fut le tunnel de Merritton permettant à une voie de chemin de fer du Grand Trunk Railway de passer sous le canal au niveau de l’écluse 18.
La nouvelle voie avait une profondeur minimale de 4,3 m et possédait 26 écluses en pierres (82,3 m sur 13,7 m). Le canal était pourtant toujours trop petit pour certains bateaux…

### Quatrième et actuellement dernier canal Welland
La construction du canal débuta en 1913 et fut terminée en 1932. Le canal est depuis composé de 7 écluses au niveau de l’escarpement de Niagara et d’une huitième à Port Colborne pour contrôler la profondeur du canal. La profondeur est de 7,6 mètres et les écluses font 233,5 de long sur 24,4 m de large.

### Cinquième (envisagé mais non réalisé totalement) canal Welland
Dans les années 1950, il fut décidé que la voie navigable du St-Laurent devait disposer d’une profondeur minimale de 8,2 m. Un contournement de 13,4 km autour de Welland (Welland By-pass) fut construit entre 1967 et 1972. Il fut ouvert au printemps de 1973 et raccourcissait les distances. Au même moment, le tunnel de Thorold fut construit et plusieurs ponts purent être enlevés. Les travaux faisaient partie du projet nommé Cinquième canal Welland qui prévoyait de passer à l’est des canaux existants et de passer l’escarpement de Niagara avec une seule super écluse. Le projet a été stoppé depuis. Il est prévu de remplacer le 4e canal en 2030, environ 200 ans après l’ouverture du premier canal en 1830.

## Accident de 1974

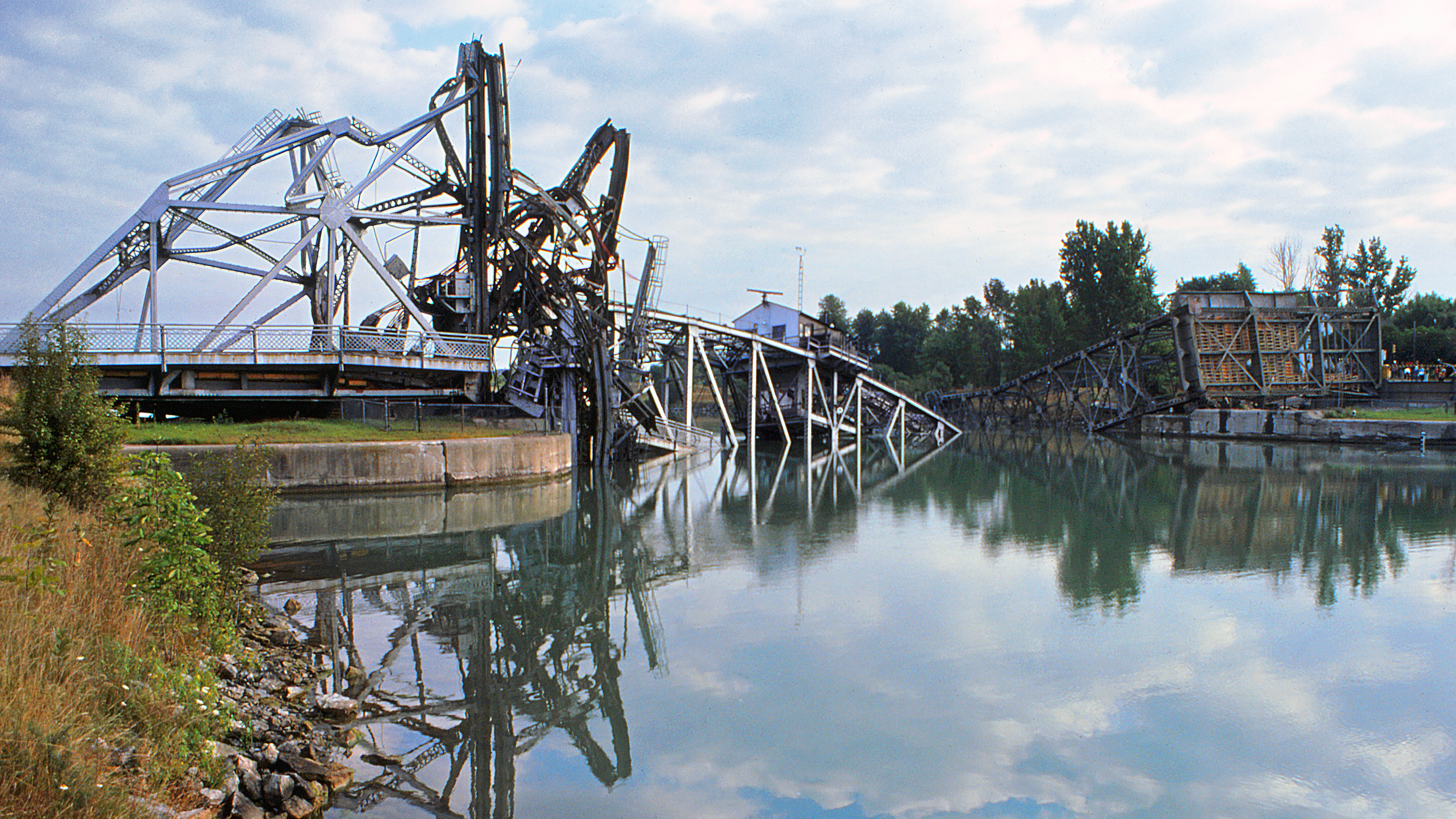
Le pont 12 après sa destruction par la collision de 1974.

Le 25 août 1974, le navire Steelton heurta le pont 12 de Port Robinson. Le pont fut détruit par le choc sans causer de victime. Le pont n'a jamais été reconstruit et les habitants doivent emprunter un ferry pour traverser le canal. Des archives concernant l’accident se trouvent à la bibliothèque publique de Welland.

## Accident de 2001
Le 11 août 2001, le cargo Windoc entra en collision avec le pont no 11 à Allanburg, Ontario (en), bloquant le trafic pendant deux jours. L'accident détruisit la passerelle et la cheminée du navire, déclencha un fort incendie à bord, et causa des dommages mineurs au pont levant. Le navire privé de direction alla s'échouer le long du canal. Le navire était irréparable, mais il n'y eut pas de blessés, et pas de pollution de la voie d'eau. Les dégâts au pont étaient limités au centre de la travée levante. Le pont fut réparé en quelques semaines et rouvert au trafic de véhicules le 16 novembre 2001. Le rapport d'investigation officiel a conclu : "Il est probable que le jugement de l'opérateur du pont levant était diminué quand la travée levante a été abaissée sur le Windoc.",.
Un autre navire nommé Windoc, appartenant au même armement, avait été victime d'un accident semblable le 2 octobre 1938, mais sans conséquences graves.
1. ↑  Jacques NOUGIER, « La voie maritime des  grands lacs: le canal Welland », Jeune Marine, no 231,‎ octobre-décembre 2015, p. 42-44 (ISSN 2107-6057)
2. ↑  "Marine Investigation Report #M01C0054: Striking and Subsequent Fire on Board Bridge 11, Welland Canal and Bulk Carrier Windoc, Welland Canal, Allanburg, Ontario, August 11, 2001." Transportation Safety Board of Canada, 2005-07-05. Enregistré le 15 août 2007.
3. ↑  https://www.youtube.com/watch?v=D2Wn2RDzsvg Vidéo d'amateur, 1 min 40 s, sur Youtube.
4. ↑  Fiche du Windoc sur le site Boatnerd, Great Lakes & Seaway Shipping.

## Saison d’ouverture
Le canal Welland ferme en hiver lorsque la glace rend le transport dangereux. Le canal est donc ouvert au printemps lorsque les glaces libèrent les eaux du canal. En 2007, le canal s’ouvrit le 20 mars en battant tous les records de précocité.

## Caractéristiques

### Canal actuel
- Longueur maximale des navires : 225,5 m
- Tirant maximum : 8,2 m
- Hauteur maximale des bateaux au-dessus du niveau de l’eau : 35 m
- Différence de niveaux entre les lacs : 99,5 m
- Temps de transit moyen entre les 2 extrémités : 11 heures
- Longueur du canal : 43,5 km

### Évolution des écluses
|                  | Canal          | Canal         | Canal            | Canal            |
|                  | Premier (1829) | Second (1848) | Troisième (1887) | Quatrième (1932) |
| ---------------- | -------------- | ------------- | ---------------- | ---------------- |
| Nombre d’écluses | 40             | 27            | 26               | 8                |
| Largeur (m)      | 6.7            | 8.1           | 13.7             | 24.4             |
| Longueur (m)     | 33.5           | 45.7          | 82.3             | 261.8            |
| Profondeur (m)   | 2.4            | 2.7           | 4.3              | 8.2              |

### Liste des écluses et des traversées du canal
Classée du nord (Ontario) vers le sud (Érié).
| Municipalité   | no d’écluse ou de pont† | Traversée                                                    | Remarque                                         |
| -------------- | ----------------------- | ------------------------------------------------------------ | ------------------------------------------------ |
| St. Catharines | Ecluse 1                |                                                              | 43° 13′ 03″ N, 79° 12′ 47″ O                     |
| St. Catharines | Pont 1                  | Route Lakeshore Road (Route régionale 87)                    |                                                  |
| St. Catharines | Pont 2                  | Rue Scott Street                                             | Jamais installé                                  |
| St. Catharines | Ecluse 2                |                                                              | 43° 11′ 35″ N, 79° 12′ 08″ O                     |
| St. Catharines | Pont 3A                 | Rue Carlton Street (Route régionale 83)                      | Remplace le pont 3 détruit dans un accident      |
| St. Catharines | Pont 4A                 | Garden City Skyway: QEW                                      |                                                  |
| St. Catharines | Pont 4                  | Rue Queenston Street (Route régionale81)                     | Aussi connu sous le nom de « Homer Lift Bridge » |
| St. Catharines | Ecluse 3                |                                                              | 43° 09′ 19″ N, 79° 11′ 35″ O                     |
| St. Catharines | Pont 5                  | Avenue Glendale (Route régionale 89)                         |                                                  |
| Thorold        | Pont 6                  | Chemin de fer canadien Canadien National)                    |                                                  |
| Thorold        | Ecluses 4-5-6           |                                                              | 43° 08′ 03″ N, 79° 11′ 31″ O                     |
| Thorold        | Ecluse 7                |                                                              | 43° 07′ 24″ N, 79° 11′ 38″ O                     |
| Thorold        | Pont 7                  | Rue Hoover Street                                            | enlevé                                           |
| Thorold        | Pont 8                  | Chemin de fer canadien Canadien National)                    | enlevé                                           |
| Thorold        |                         | Tunnel de Thorold, pour l’autoroute 58                       |                                                  |
| Thorold        | Pont 9                  | Rue Ormond Street                                            | enlevé                                           |
| Thorold        | Pont 10                 | Chemin de fer canadien Canadien National)                    | enlevé                                           |
| Thorold        | Bridge 11               | Route Canboro Road (Route régionale 20)                      | Détruit par le navire Windoc en 2001             |
| Thorold        | Pont 12                 | Rue Bridge Street (Route régionale 63)                       | Détruit en 1974 par le navire Steelton           |
| Welland        |                         | Tunnel de la rue principale de Welland: (Route régionale 27) |                                                  |
| Welland        |                         | Tunnel Townline: Autoroute 58A et chemin de fer canadien     |                                                  |
| Port Colborne  | Pont 19                 | Route régionale 3                                            |                                                  |
| Port Colborne  | Ecluse 8                |                                                              | 42° 53′ 57″ N, 79° 14′ 46″ O                     |
| Port Colborne  | Pont 19A                | Avenue Mellanby (Route régionale 3A)                         |                                                  |
| Port Colborne  | Pont 20                 | Chemin de fer canadien                                       | supprimé                                         |
| Port Colborne  | Pont 21                 | Rue Clarence Street                                          |                                                  |